# Hermelindo de Gusmão Castelo Branco Filho
Hermelindo de Gusmão Castelo Branco Filho foi um político e advogado brasileiro. Radicado no Rio de Janeiro, na época Distrito Federal, exerceu cargos na magistratura carioca. Foi eleito juntamento com Hugo Ribeiro Carneiro deputado constituinte representando o estado do Acre.

## Carreira política
Hermelindo de Gusmão foi eleito deputado constituinte pelo Acre em 1946, pela legenda do Partido Social Democrático (PSD). Durante o mandato, integrou a Comissão Especial de Valorização da Amazônia e presidiu a Comissão Permanente de Legislação Social da Câmara dos Deputados. Teve sua legislatura estendida devido à  transformação da Constituinte em Congresso ordinário, exercendo o cargo até 1951.